# Tveje Merløse Kirke

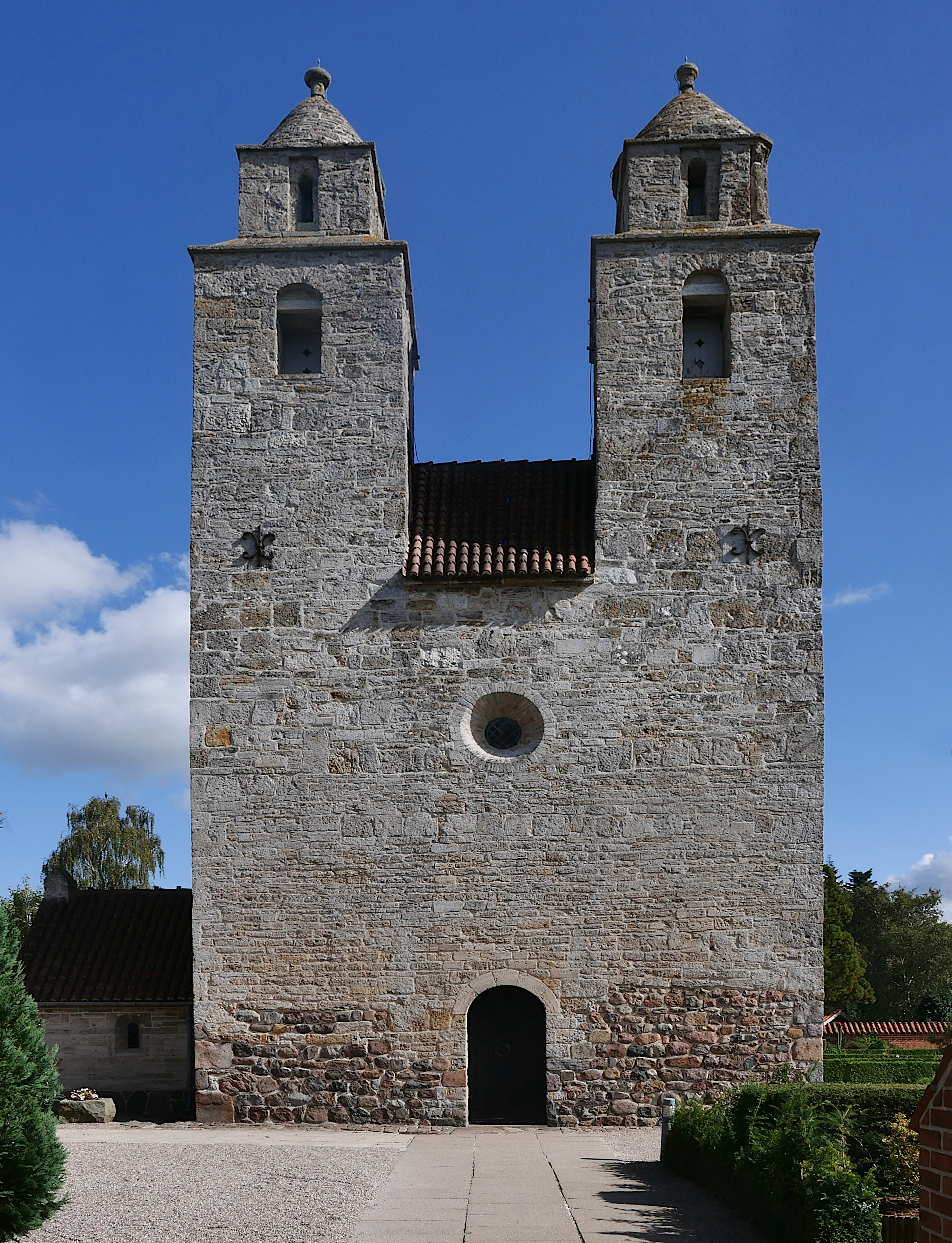
Tveje Merløse Kirke, Doppelturmfassade

Die Kirche von Tveje Merløse ist eine evangelisch-lutherische Dorfkirche im Ortsteil Tveje Merløse Sogn der Holbæk Kommune in der Region Sjælland, Dänemark. Sie ist für ihre romanischen Fresken und besonders für die älteste Doppelturmfassade in Nordeuropa berühmt. Das heutige Erscheinungsbild der Kirche wird stark durch die von H. B. Storck durchgeführte reromanisierende Restaurierung von 1893–95 geprägt. Als Patrozinium wird Laurentius von Rom angenommen, dessen Martyrium im nicht mehr vorhandenen gotischen Gewölbe abgebildet war.

## Standort
Die Kirche liegt  am südlichen Ortsrand von Holbæk ein paar Meter westlich der Straße 57 (Valdemar Sejirsvej). Das 1970 nach Holbæk eingemeindete ehemaligen Dorf Tveje Merløse besteht nur aus wenigen Hofanlagen.

## Geschichte
Die Bauzeit der romanischen Kirche lässt sich durch einen dendrochronologisch auf 1133 datierten Eichenbalken vom Rahmen eines Fensters an der Nordwand des Schiffes auf die Zeit um 1140/50 eingrenzen. Der Bauherr war möglicherweise Asser Rig, der die sehr ähnliche Fjenneslev Kirke am Stammsitz der Familie bei Sorø auf Seeland hatte bauen lassen. Zumindest ist der Kirchbau im Zusammenhang mit dem vom 11. bis 13. Jahrhundert in Dänemark mächtigen Hvide-Geschlecht zu verorten. Die Doppelturmanlage, die – anders als in Fjenneslev – zugleich mit dem Kirchgebäude entstand, ist die älteste erhaltene in Nordeuropa und in ihrer Form ohne Parallelen. Vorbild war möglicherweise der Vorgängerbau des Roskilder Doms aus dem 11. Jahrhundert oder das Westwerk des etwa gleichzeitig fertiggestellten und gleichfalls Laurentius von Rom geweihten Doms zu Lund.
Nur wenige Jahrzehnte nach der Fertigstellung, aber noch vor 1200, wurde die Galerie an der Westseite umgestaltet: Die beiden äußeren Öffnungen wurden zugemauert, nur das mittlere Fenster blieb erhalten. Anschließend wurde auch die Westwand bemalt. Um 1200 befanden sich das Dorf Merløse und seine Kirche im Besitz des von Asser Rig und seinen Brüdern gestifteten Klosters Sorø, kurz danach fiel es in den Besitz des Bistums Roskilde.
In der ersten Hälfte des 15. Jahrhunderts wurde die Kirche im gotischen Stil umgestaltet. Um 1400 erhielt der Chor ein Gewölbe, etwas später auch das Langhaus. Die Gewölbe wurden von Malern der sogenannten Isefjordwerkstatt mit Kalkmalereien ausgestattet. Die durch die eingezogenen Gewölbe verdeckten romanischen Fenster ersetzte man durch etwas größere, tiefer liegende Fenster. Am Nordportal wurde ein Waffenhaus aus Ziegelsteinen angebaut.
Nach der Reformation unterstand die Kirche immer noch dem Domkapitel in Roskilde und sollte geschlossen werden, da das Kirchspiel zu klein war, um einen Geistlichen zu unterhalten. Die Gemeinde sollte den Gottesdienst in Holbæk besuchen. Als Ort und Kirche dann dem Patronat des jeweiligen Eigentümers von Schloss Holbæk unterstellt wurden, blieb die Kirche als Filiale der Holbæker Pfarrkirche ohne eigenen Pastor erhalten. In den folgenden Jahrhunderten wurde zwar eine neue, der lutherischen Lehre angepasste Ausstattung angeschafft, der Bau selbst verfiel jedoch.
Gegen Ende des 19. Jahrhunderts befand sich die Kirche in einem so vernachlässigten Zustand, dass die Wände mit Holzkonstruktionen abgestützt werden mussten. Damals führte der Historismus zur Rückbesinnung auf das mittelalterliche Dänemark. Nachdem in der Fjenneslev Kirke bereits in den 1870er Jahren der Zustand von etwa 1200 wiederhergestellt worden war, reromanisierte der Architekt H. B. Storck (1839–1922) 1893–95 die Merløser Kirche: Das Gewölbe aus dem 15. Jahrhundert wurde trotz der guterhaltenen Ausmalung entfernt, die Westgalerie wieder sichtbar gemacht und in den vermuteten ursprünglichen Zustand zurückversetzt, die alten Fenster wieder geöffnet und eine Balkendecke rekonstruiert. Das spätmittelalterliche Waffenhaus wurde durch einen Neubau ersetzt. Von den beim Abriss des Gewölbes wiederentdeckten hochgotischen und romanischen Fresken behielt man nur die romanischen, die im historisierenden Stil ergänzt wurden. Während die Kirche innen bis auf die Fresken weiß verputzt wurde, ließ Storck außen den für dänische Dorfkirchen typischen weißen Putz entfernen, so dass die Feldsteine nunmehr sichtbar sind. Auch das neue Vorhaus wurde mit Feldsteinen verkleidet. Da die Stabilität der Zwillingstürme durch die Schwingungen der Glocken gefährdet war, hängen diese in dem 1895 auf dem Friedhof errichteten hölzernen Glockenturm, dessen Verzierung sich an norwegischen Stabkirchen orientiert.

## Kirchengebäude
Die Kirche ist etwa 22 Meter lang und besteht aus einem Kirchenschiff, einem etwa quadratischen, eingezogenen Chor mit Apsis, einer Doppelturmanlage über dem westlichen Ende und einem Vorhaus im Norden des Schiffs. Bis auf das Vorhaus von 1895 wurden alle Gebäudeteile etwa gleichzeitig in der Mitte des 12. Jahrhunderts aus Feldsteinen und behauenen Quadersteinen errichtet. Während Apsis und Chor ganz aus unbehauenen Feldsteinen bestehen, wechselten die Bauleute nach der Fertigstellung der unteren Teile des Schiffs und der untersten zwei Meter der Türme zu Quadersteinmauerwerk.
Die Ostung der Kirche weicht leicht nach Süden ab. Da diese Abweichung beim Chor stärker ist als beim Langschiff, ist anzunehmen, dass Letzteres etwas später errichtet wurde und dabei die Ausrichtung korrigiert wurde.
In Apsis, Chor und Kirchenschiff sind die ursprünglichen neun Fenster erhalten. Das runde Ostfenster der Apsis war vor der Restaurierung zugemauert und unten stark abgeschrägt. Das rundbogige, verschmälerte Nordfenster im Altarraum war intakt, wenn auch zugemauert. Das Kirchenschiff hat auf jeder Seite drei Fenster. Im westlichsten Nordfenster wurde ein relativ gut erhaltener Eichenrahmen freigelegt. Ursprünglich führten vier Türen in die Kirche, eine durch das Westportal, zwei südlich und nördlich in das Kirchenschiff und eine weitere, die Priestertür, von Norden in den Chor. Die Priestertür und das Südportal sind zugemauert, vor dem Nordportal befindet sich das Vorhaus.
Der Innenraum erscheint seit 1893–95 in etwa seinem ursprünglichen Aussehen mit weiß verputzten Wänden. Die Apsis wird von einem originalen Halbkuppelgewölbe überdeckt, während der Chor und das Kirchenschiff flache Holzdecken mit sichtbaren Balken besitzen. Sowohl die Apsis als auch der rundbogige Chorbogen sind aus dem ursprünglichen Bau erhalten.
Die beiden Türme sind in das Kirchenschiff integriert. Ihre Ostseite wird von zwei quadratischen Pfeilern getragen, so dass der Turmraum durch drei Arkaden mit dem Kirchenraum verbunden ist. Darüber befindet sich eine Galerie, ursprünglich wohl der Ort, von dem die Kirchenpatrone dem Gottesdienst beiwohnten. An den übrigen drei Seiten lasten die Türme auf den Außenmauern des Kirchenschiffs. Etwa bis zur Höhe des Kirchenschiffs sind die Türme durch ein nach Westen geneigtes Satteldach verbunden. Oberhalb dieser Höhe befinden sich in beiden Türme die (ehemaligen) Glockenstuben mit Schallöffnungen an allen vier Seiten. Darüber verjüngen sich die Türme. Sie werden von gemauerten Kappen bekrönt, die über einem dünnen, leicht auskragenden Überhang von einer eckigen kantigen Basis zu einer regelmäßigen, abgerundeten Spitze übergehen. Jede Turmhaube endet oben mit einem Knopf in Form einer leicht abgeflachten Kugel, die von einem Schaft getragen wird, der auch den Schlussstein des Gewölbes bildet. Die beiden Knöpfe sind erneuert, der südliche bei der Restaurierung von 1893–95, der nördliche nach dem Einsturz von 1967. Für die Gestaltung der Doppelturmanlage gibt es keine direkten Parallelen.
Der kleine Dachreiter über dem Ostgiebel des Kirchenschiffs beherbergte in vorreformatorischer Zeit ein Glöckchen, das an bestimmten Stellen der Messliturgie von innen angeschlagen werden konnte.

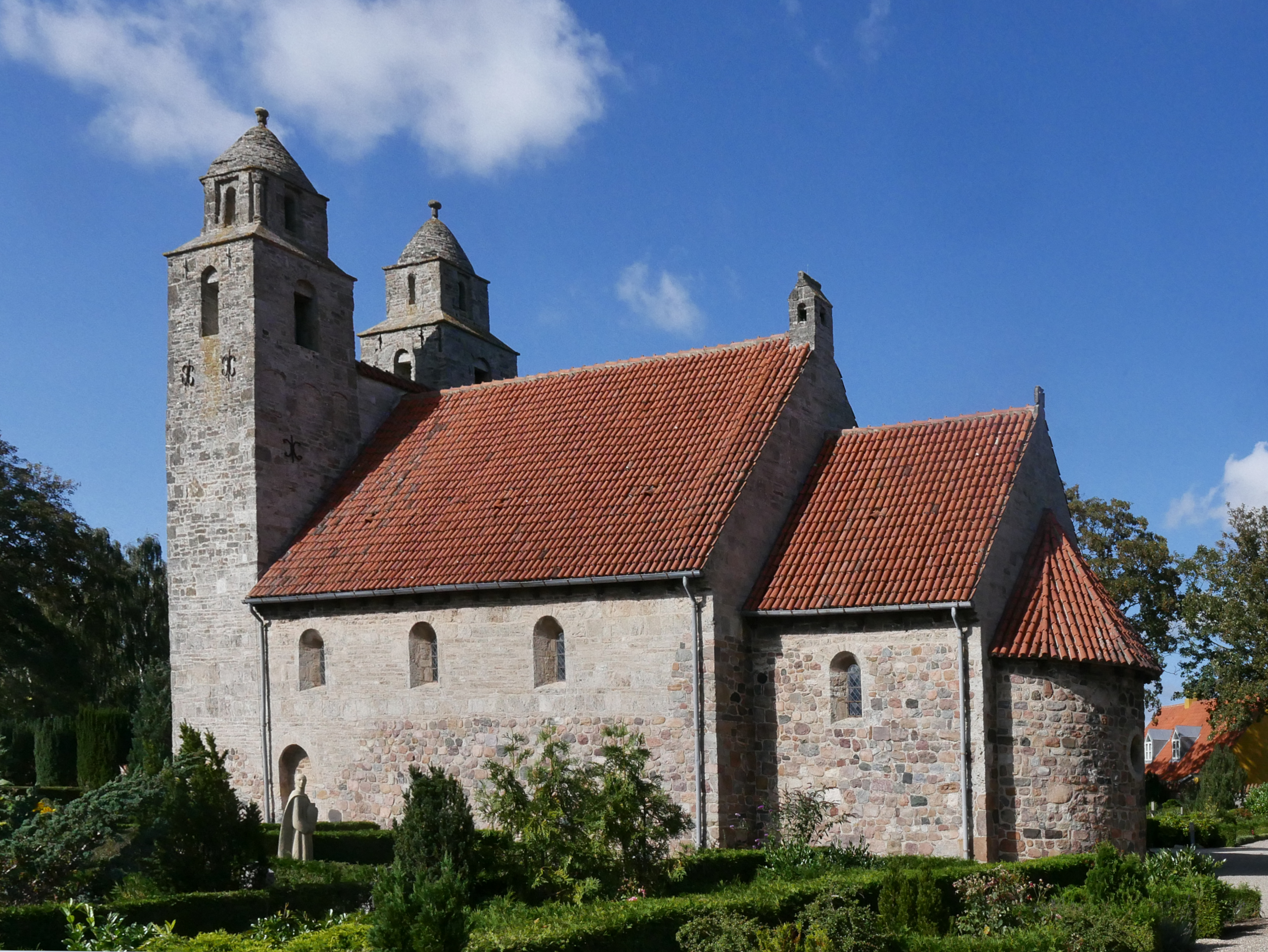
Kirche von Südosten
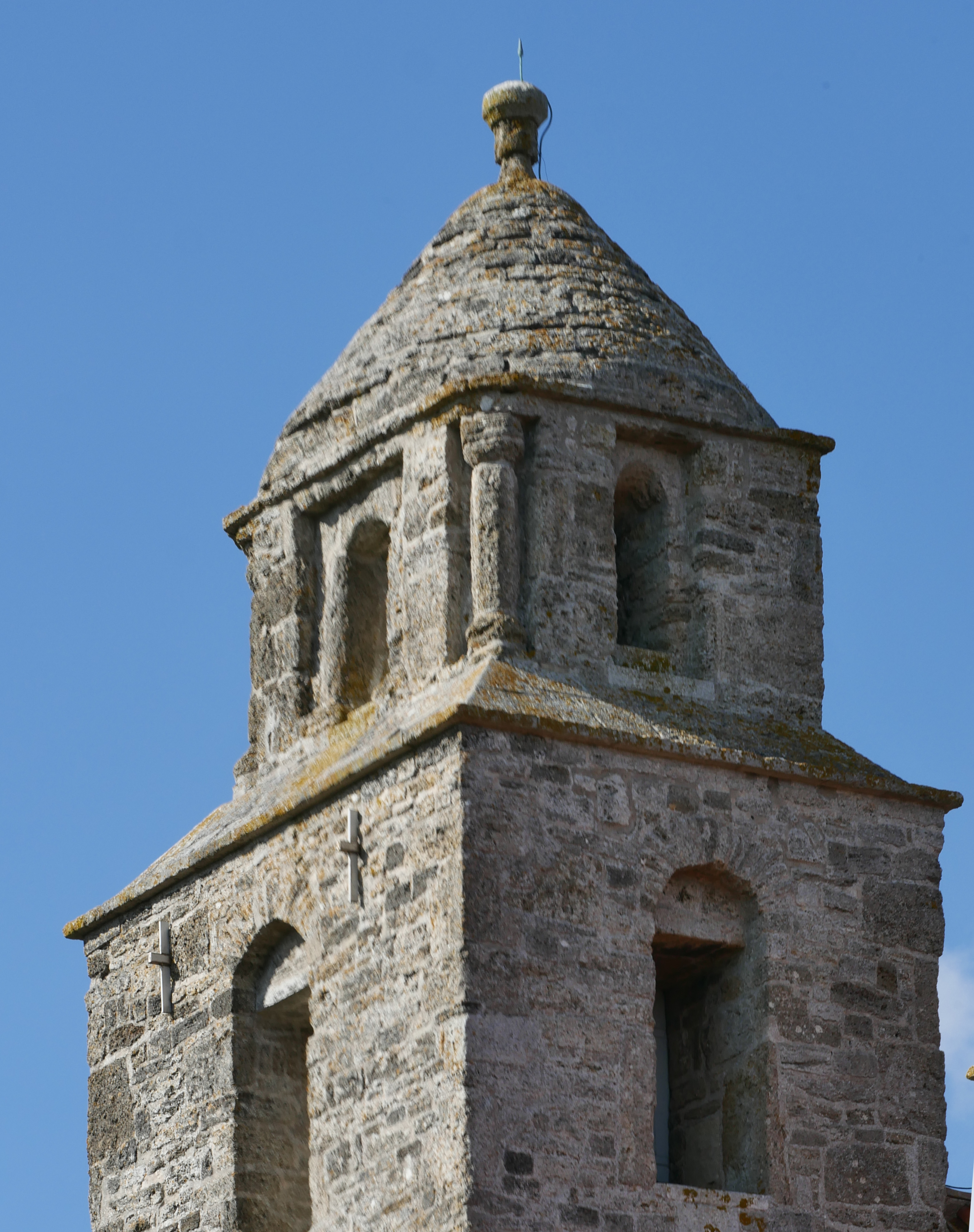
Obergeschoss des Südturms
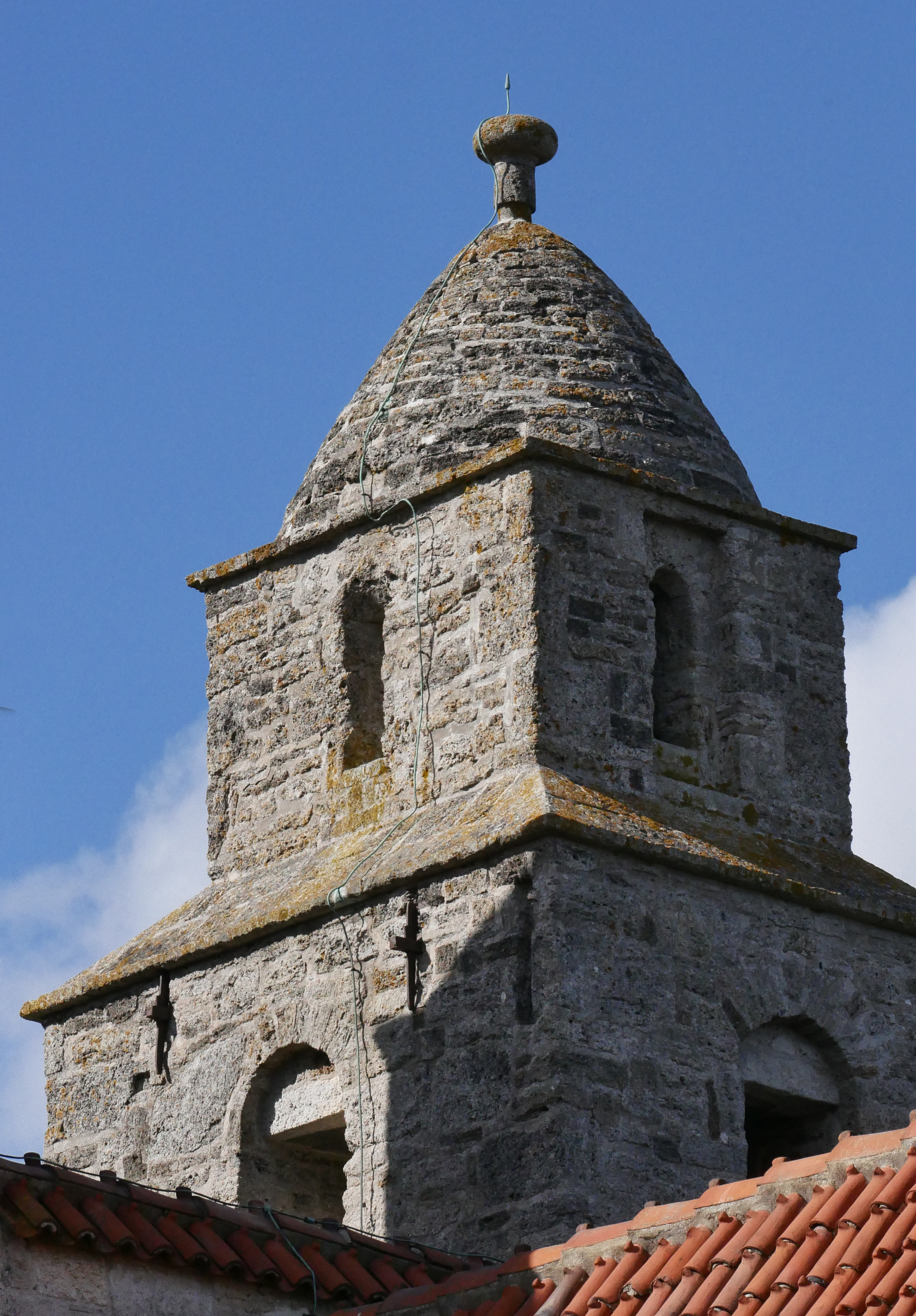
Obergeschoss des Nordturms
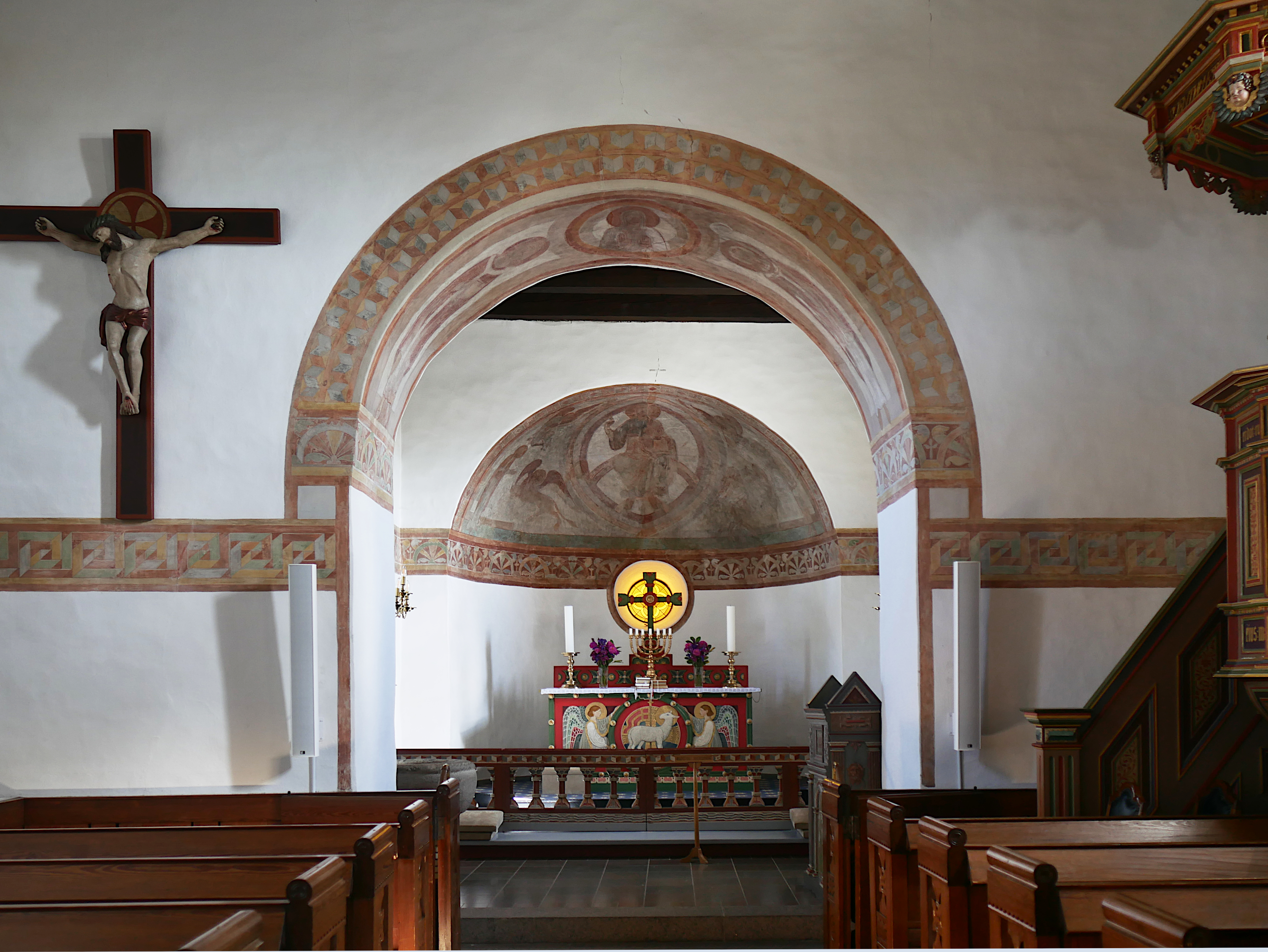
Chor
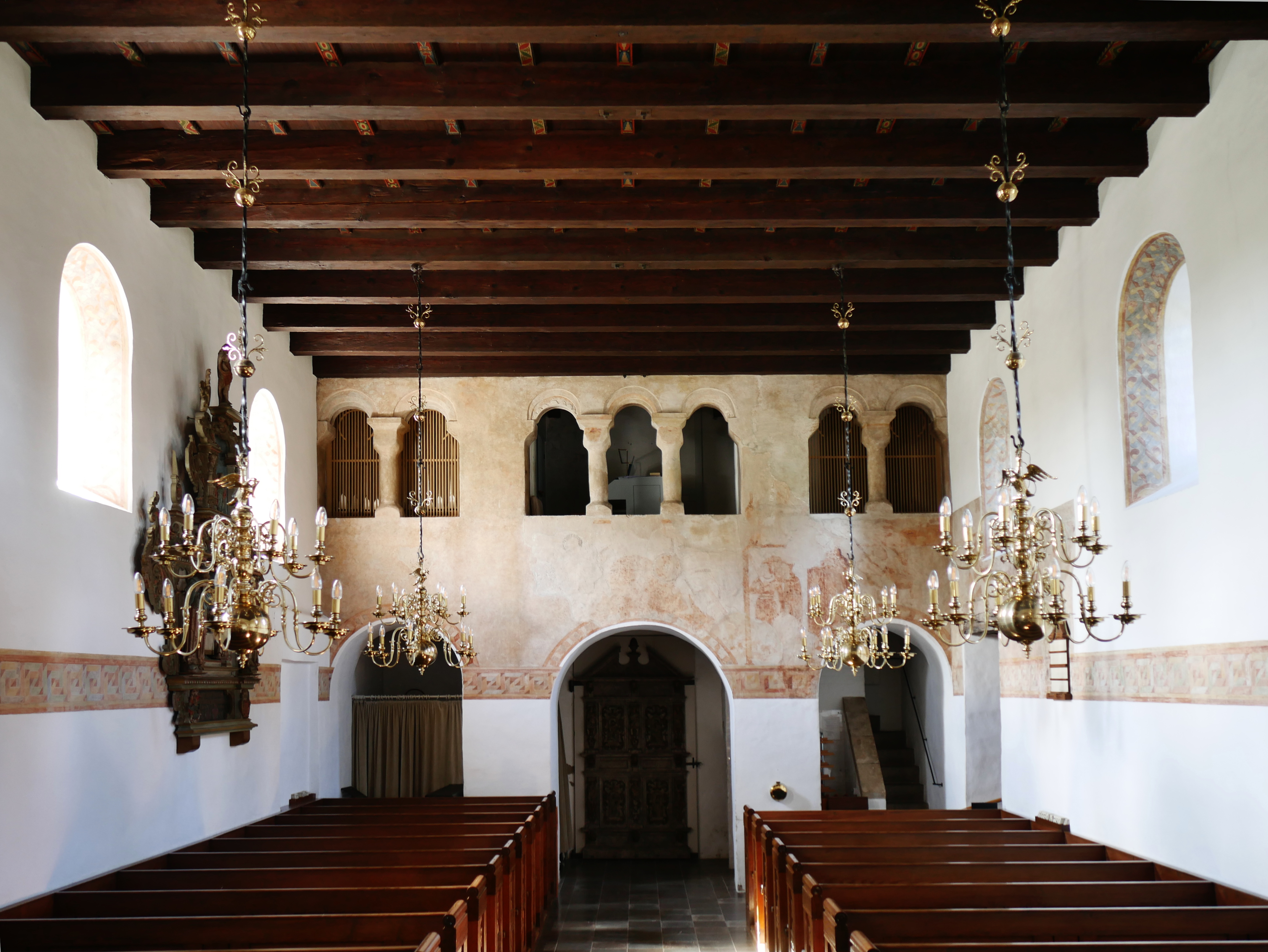
Westwerk mit Fresken

## Fresken
Erhalten und heute sichtbar sind romanische Fresken in der Apsis, am Triumphbogen, an der Nordwand und an der Westwand. Diese entstanden nicht lange nach Fertigstellung des Baus, zunächst kurz nach 1150 die Ausmalung von Apsis und Chorbogen, etwas später, zwischen 1175 und 1200, im Kirchenschiff.
Im Halbkuppelgewölbe der Apsis befindet sich eine Majestas-Domini-Darstellung. Christus in der Mandorla thront auf dem Regenbogen, umgeben von den vier Evangelistensymbolen und zwei stehenden Betern in Gestalt von Maria (im Norden) und Johannes (dem Täufer?) im Süden. Letzterer ist als dünne Linie gezeichnet und ist eine Rekonstruktion ohne Nachweis an dieser Stelle. Die relativ schlanke Christusfigur hebt segnend die rechte Hand, während die linke Hand das Buch des Lebens hält. Der Malstil ist von der byzantinischen Kunst beeinflusst.
Im Chorbogen befindet sich ein Medaillon mit einer Frau, wahrscheinlich Maria, die ihre Handflächen zum Gebet vor die Brust hält. Sie trägt einen Heiligenschein. Auf dem Medaillon befinden sich Reste von Majuskeln, von denen die folgenden lesbar sind: „...sa...anat...t...“. Maria wird flankiert von zwei frontal stehenden erzbischöflichen Heiligen, barhäuptig mit Heiligenschein und Pallium. Der nördliche hält einen Bischofsstab, der südliche vor der linken Seite der Brust ein Buch. Die Füße wurden offenbar bei der Freilegung zerstört und wurden 1893 von dem Archäologen und Architekturmaler Jacob Kornerup (1825–1913) rekonstruiert. Die beiden Heiligen finden sich fast identisch in der Fjenneslev Kirke, die allerdings ebenfalls von Kornerup renoviert wurde.
Nord-, West- und Südwand des Kirchenschiffs wurden mit zwei übereinanderliegenden Friesen ausgemalt. Von der zweiten Phase der Ausmalung sind allerdings nur noch Fragmente an der West- und der Nordwand erhalten: An der Nordwand ist ganz rechts auf dem freigelegten und von Kornerup ergänzten Fresko die Darstellung des zweifelnden Thomas neben zwei Heiligen zu sehen. Von der Ausmalung an der Westgalerie haben sich nur Fragmente von Kampfszenen erhalten, die bei der Renovierung durch die Wiederherstellung des ursprünglichen Bauzustandes der Galerie teilweise durchbrochen wurden.
Die farbigen Bänder im Kirchenschiff und die Ausmalungen der Fensterlaibungen sind Rekonstruktionen erst im Zuge der Restaurierung. Hier wurden jeweils nur minimale Reste einer möglichen früheren Bemalung gefunden.
Vor der Restaurierung 1893 besaß die Kirche ein Gewölbe mit spätgotischen Kalkmalereien von 1460–1480, das mit den Fresken bei der Renovierung und „Re-romanisierung“ der Kirche abgetragen wurde. Diese Ausmalung wird der Isefjordwerkstatt zugeschrieben, die im 15. Jahrhundert zahlreiche Dorfkirchen im Bistum Roskilde mit biblischen Geschichten, aber auch Heiligenlegenden ausmalte. Die vor dem Abriss dokumentierten Fresken zeigten im östlichen Joch des Kirchenschiffs Szenen aus dem Leben des Laurentius von Rom, des vermutlichen Schutzheiligen der Kirche, des mit diesem gleichzeitig hingerichteten Bischofs von Rom Sixtus II. sowie des Hippolyt von Rom, dessen Schicksal die Legenda Aurea unhistorisch mit den beiden anderen verband. Im mittleren Joch war die Kindheitsgeschichte Jesu in zwölf Szenen dargestellt. Die vier Szenen im westlichen Joch thematisierten das Jüngste Gericht zusammen mit dem Erzengel Michael als Seelenwäger und Georg mit dem Drachen. Ein vergleichbares Bildprogramm findet sich in anderen von der Isefjordwerkstatt gestalteten Kirchen, beispielsweise in Skamstrup.
Ebenfalls abgetragen wurde die hochgotische Ausmalung des Apsisgewölbes von etwa 1325–50, die die älteren romanischen Fresken überdeckte, sowie Fragmente einer gleichzeitigen Ausmalung des Chores und des Kirchenschiffs, darunter eine Darstellung des Jüngsten Gerichts über dem Chorbogen.

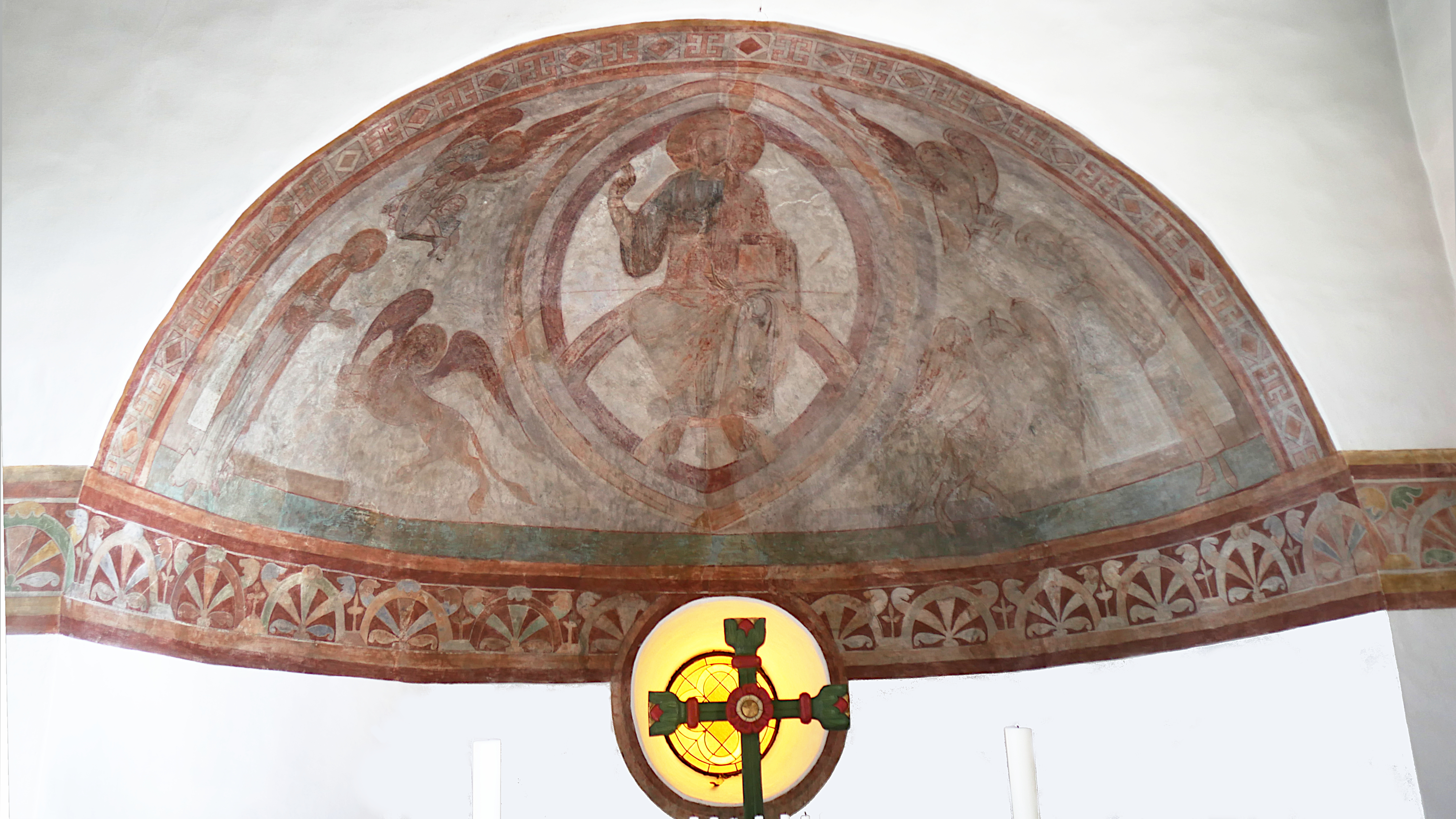
Apsisfresko Christus in der Mandorla
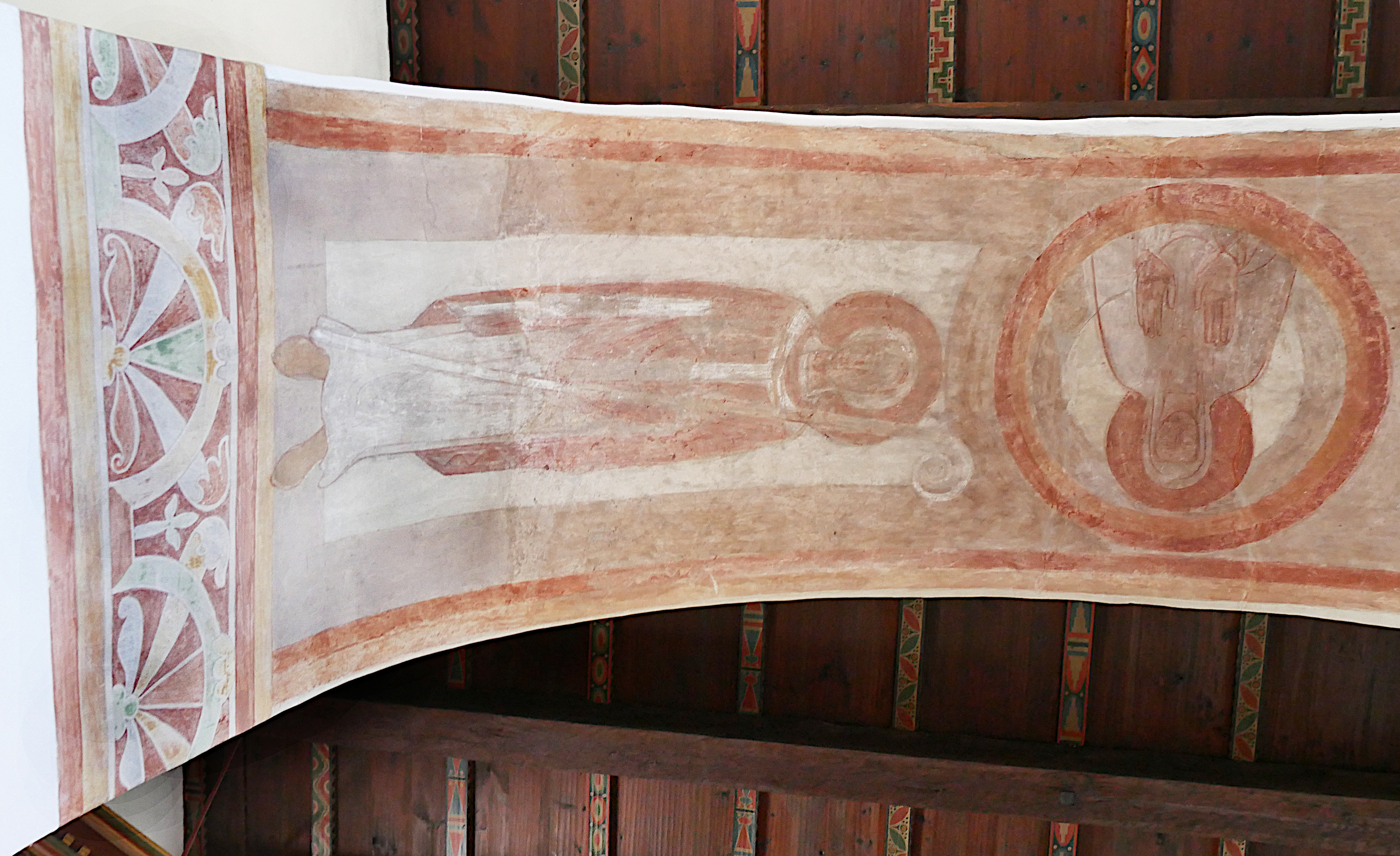
Triumphbogen
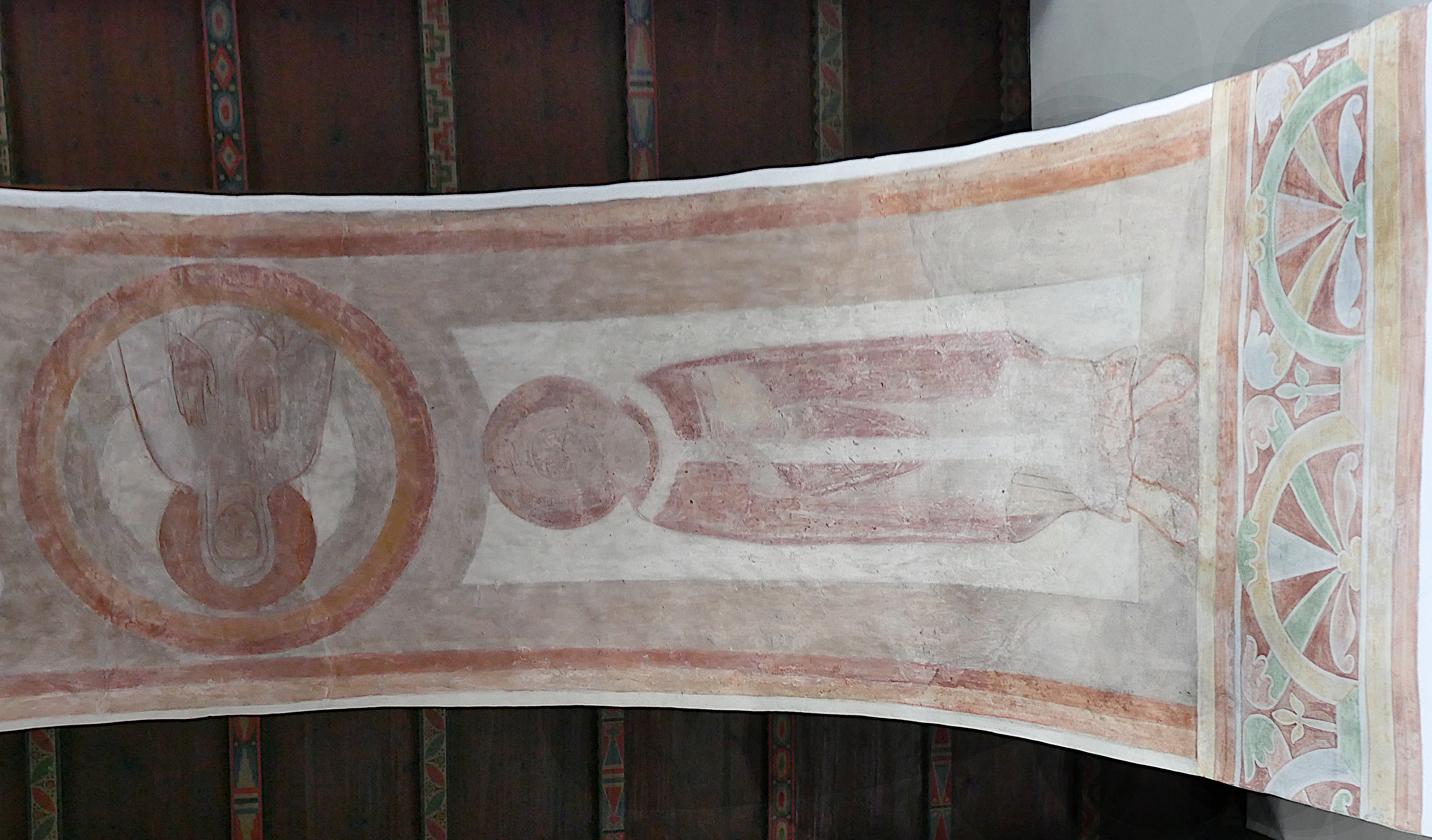
Triumphbogen
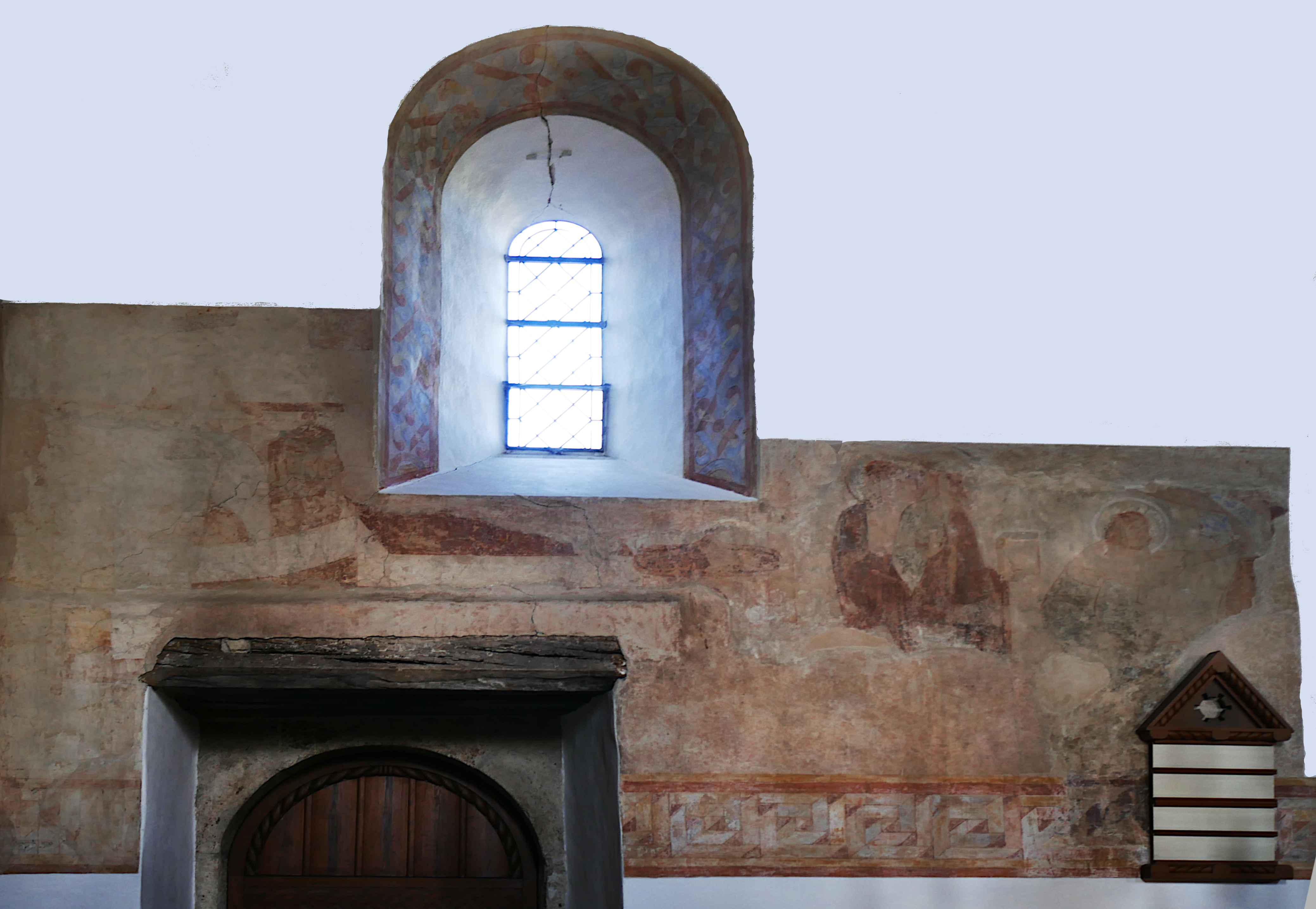
Fresken an der Nordwand
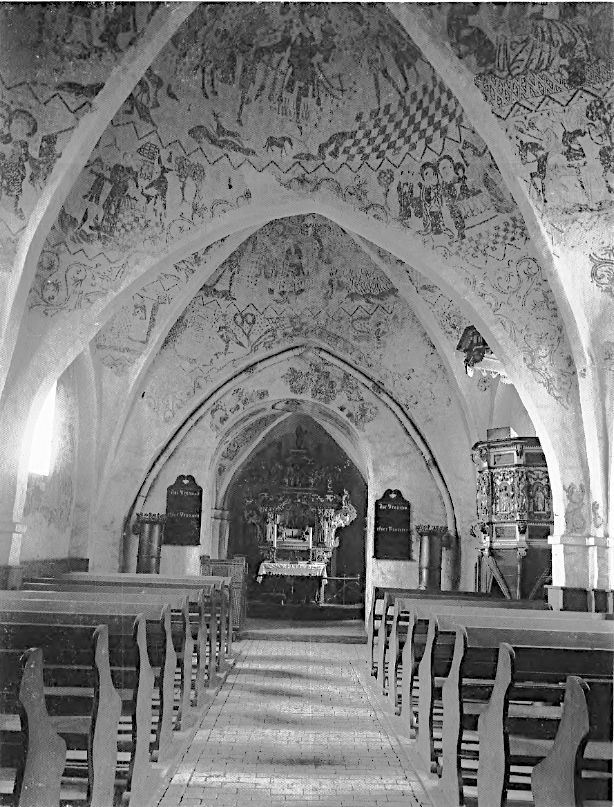
Ehemaliges gotischen Gewölbes

## Ausstattung
Der Altartisch aus dem Jahr 1894 besteht aus einem Holzkasten, der auf der Vorderseite im Stil eines romanischen Antemensale ein Gemälde des Lamm Gottes in einem Heiligenschein, gehalten von zwei schwebenden Engeln, zeigt.
Das ehemalige Altarretabel hängt seit 1894 an der Südwand des Kirchenschiffs, um die romanischen Fresken in der Apsis nicht zu verdecken. Es stammt aus der Zeit um 1670 und lässt sich der Werkstatt von Lorentz Jørgensen zuordnen. Jørgensen, der zwischen 1644 und 1681 als Bildschnitzer belegt ist, erhielt seine Ausbildung vermutlich in der Eckernförder Bildschnitzerschule. Er schuf zahlreiche sehr ähnliche Retabeln für dänische Kirchen, die große Nähe zu den Altaraufsätzen des jüngeren Hans Gudewerth aufweisen. Im Hauptfeld befindet sich ein Relief des letzten Abendmahls flankiert von den Figuren der Liebe und der Gerechtigkeit. Das oberste Feld enthält die Darstellung von Christus am Kreuz, flankiert von Maria und Johannes. Der Altar wird vom segnenden Erlöser gekrönt. Er trägt das Wappen von Søren Mai, der 1633–1673 Pastor der Gemeinde und Propst der Merløse Herred war. Die Bemalung wurde 1894 entfernt.
Der romanische Taufstein stammt aus dem Dom zu Roskilde, wo er aber bereits längere Zeit nicht mehr verwendet wurde. Es ersetzte 1895 den beschädigten romanischen Taufstein aus der Entstehungszeit der Kirche, der stattdessen an das Museum in Roskilde abgegeben wurde. Die Taufschale wurde um 1550 hergestellt.
Ein Kruzifix von um 1500 hängt nördlich vom Triumphbogen an der Ostwand des Schiffs. Das Kreuz ist jünger als der Korpus. Der Kopf mit gedrehter Dornenkrone neigt sich stark nach rechts. Die Augen sind geschlossen: Die Nase ist lang und gerade, Haare und Bart sind gekräuselt. Die Brust ist stark gewölbt mit ausgeprägten Rippen. Der Lendenschurz ist schmal, aber ziemlich frei gearbeitet, die Beine mit den knorrigen Knien sind angewinkelt.
Die Kanzel im Renaissancestil stammt ausweislich des Schriftbandes von 1571. In die fünf schmalen Ausfachungen am Korb wurden um 1625–50 barocke Reliefs eingesetzt, die den segnenden Jesus und die vier Evangelisten zeigten. Der Schalldeckel mit Engelköpfen von etwa 1600 blieb unverändert erhalten. Sowohl auf dem Kanzelkorb als auch auf dem Schalldeckel steht auf Latein derselbe Bibelvers Mal 2,7 : „Denn des Priesters Lippen sollen die Lehre bewahren, dass man aus seinem Munde Weisung suche; denn er ist ein Bote des HERRN Zebaoth.“ Die rekonstruierte Kanzel erhielt eine neue Treppe und auch das Unterteil des Korbes wurde verändert.
Vier der barocken Reliefs der Kanzel – der vierte Evangelist ist verloren – wurden bei der Rekonstruktion des renaissancezeitlichen Zustandes der Kanzel 1894 in die Innenseite der Tür zum Turmzimmer mit Sprenggiebel eingesetzt. Um und zwischen den Tafeln befinden sich sechs Hermen mit der Darstellung der Tugenden sowie neun Köpfe, vier Engels- und fünf Löwenköpfe, die auch zur barocken Verzierung der Kanzel gehört hatten.
Der Opferstock aus den 1600er Jahren ist 85 cm hoch und stammt möglicherweise aus der Heilig-Geist-Kirche in Kopenhagen. Er ist von zwölf horizontalen eng anliegenden Eisenbändern von leicht unterschiedlicher Breite umschlungen. Das obere Drittel einer Seite fungiert als Klappe; zwei der Eisenbänder werden mit großen Vorhängeschlössern verschlossen, von denen eines erneuert worden ist. Der eisenbeschlagene Deckel hat einen Geldschlitz. Die Eisenbänder sind abwechselnd heller und dunkler grau, die Vorhängeschlösser sind schwarz.

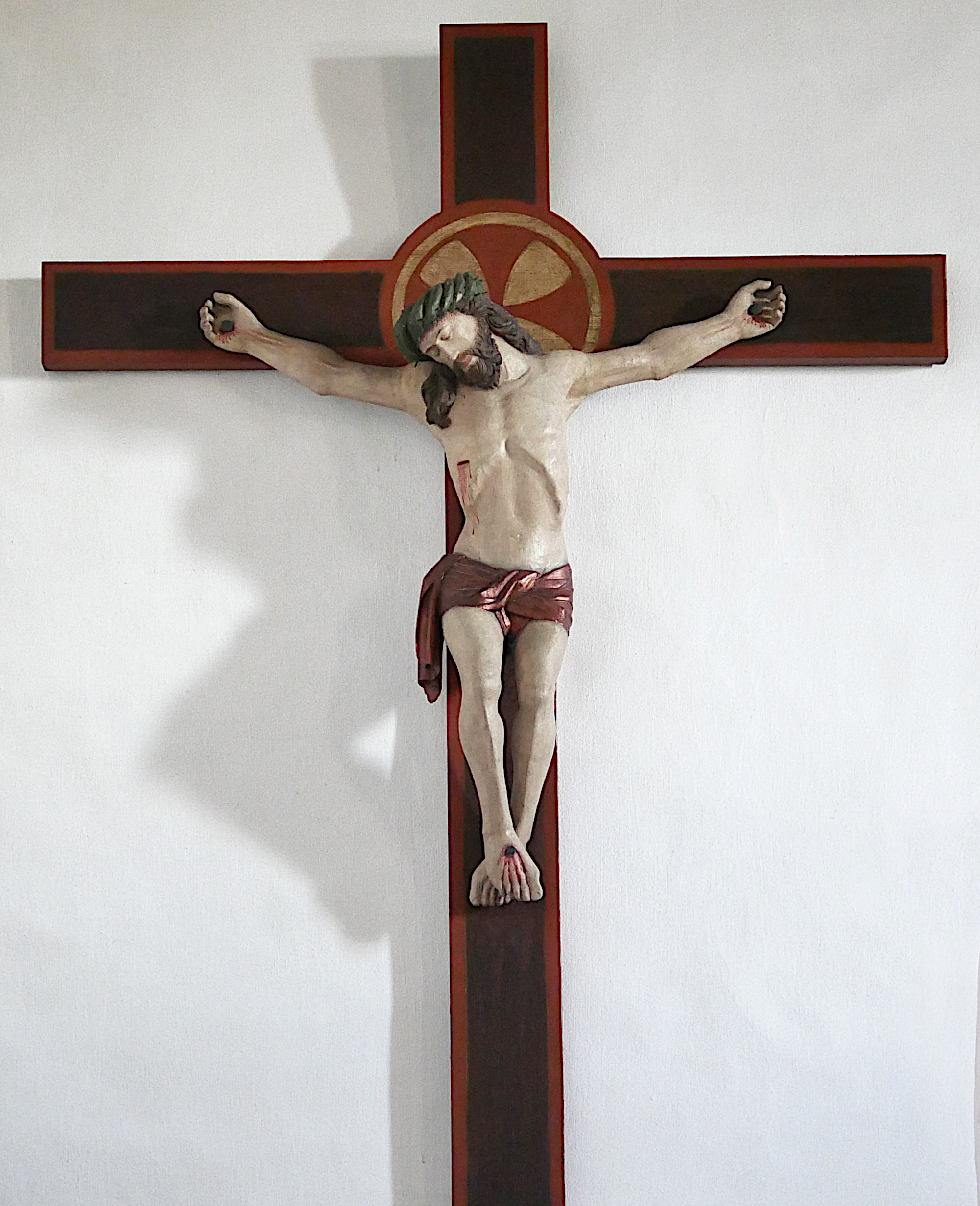
Kruzifix
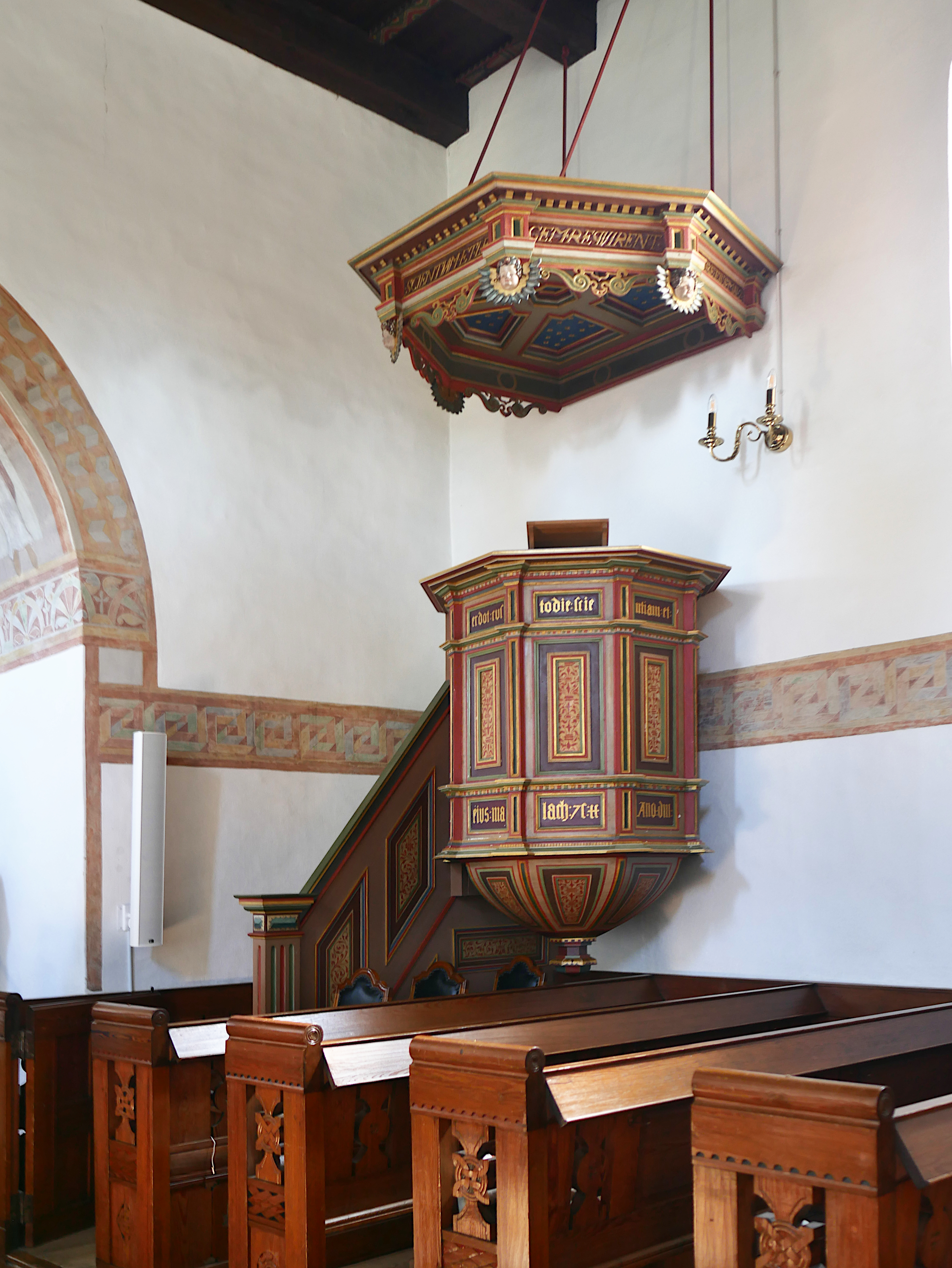
Rekonstruierte Kanzel
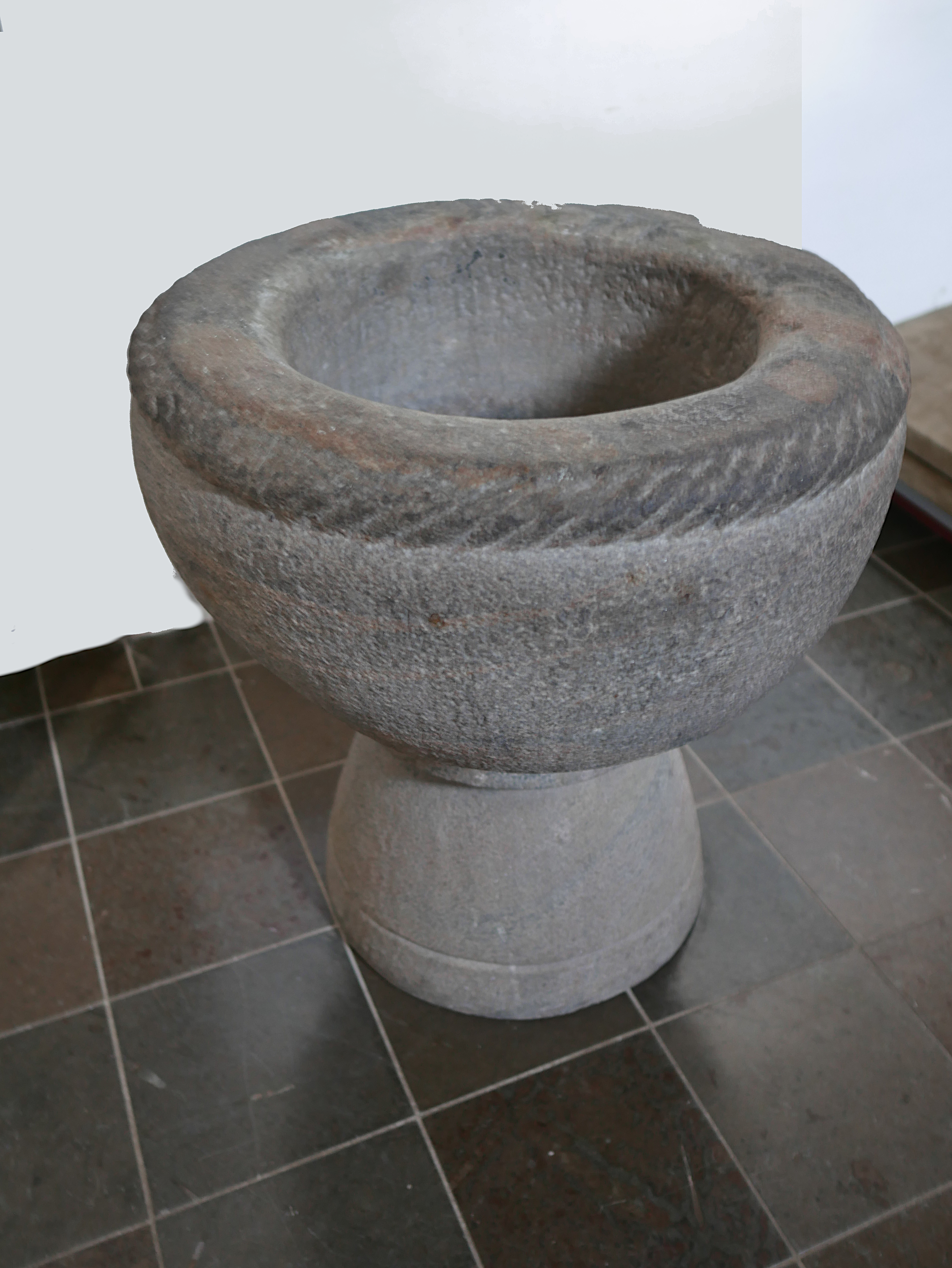
Taufbecken
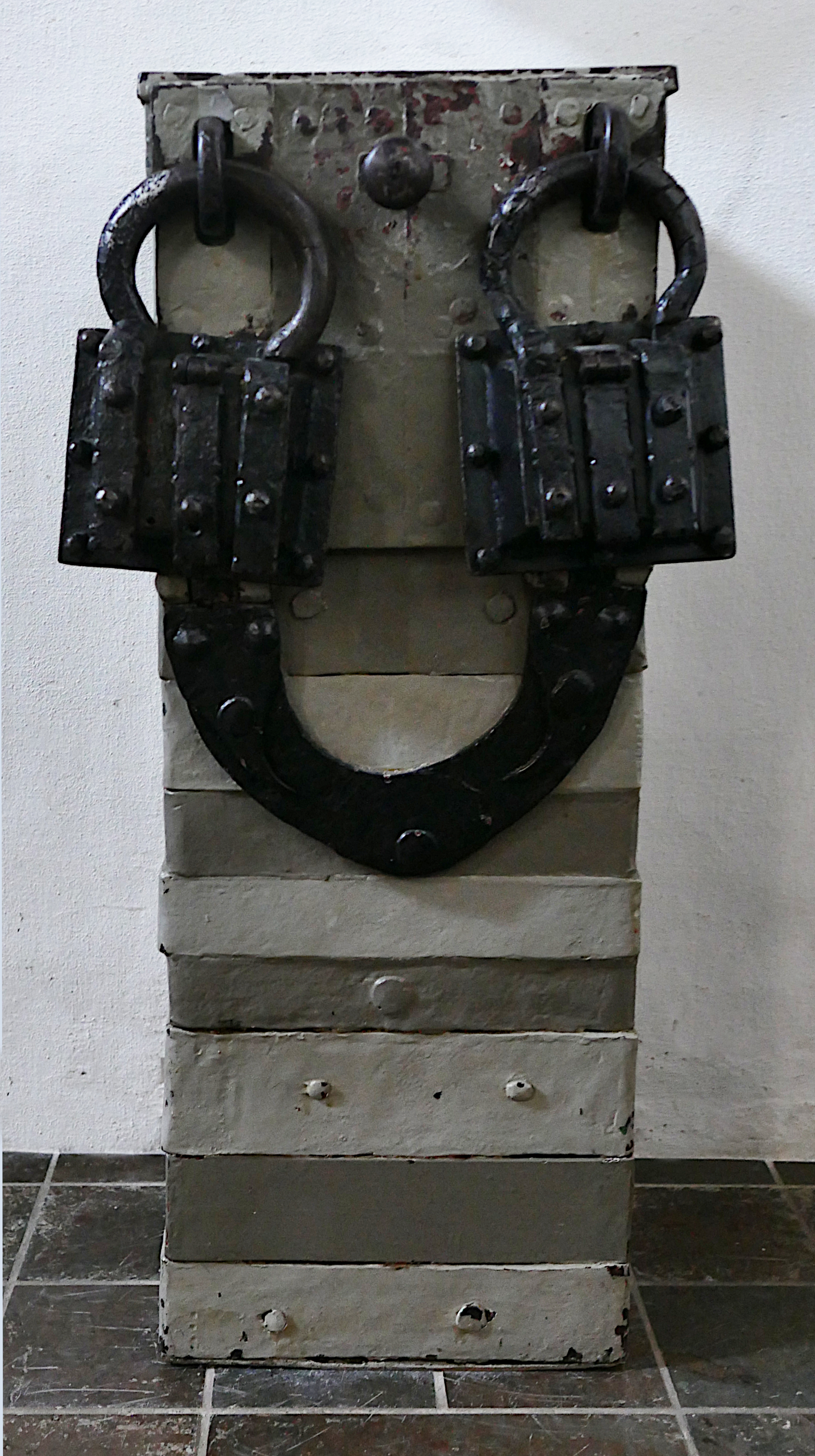
Opferstock
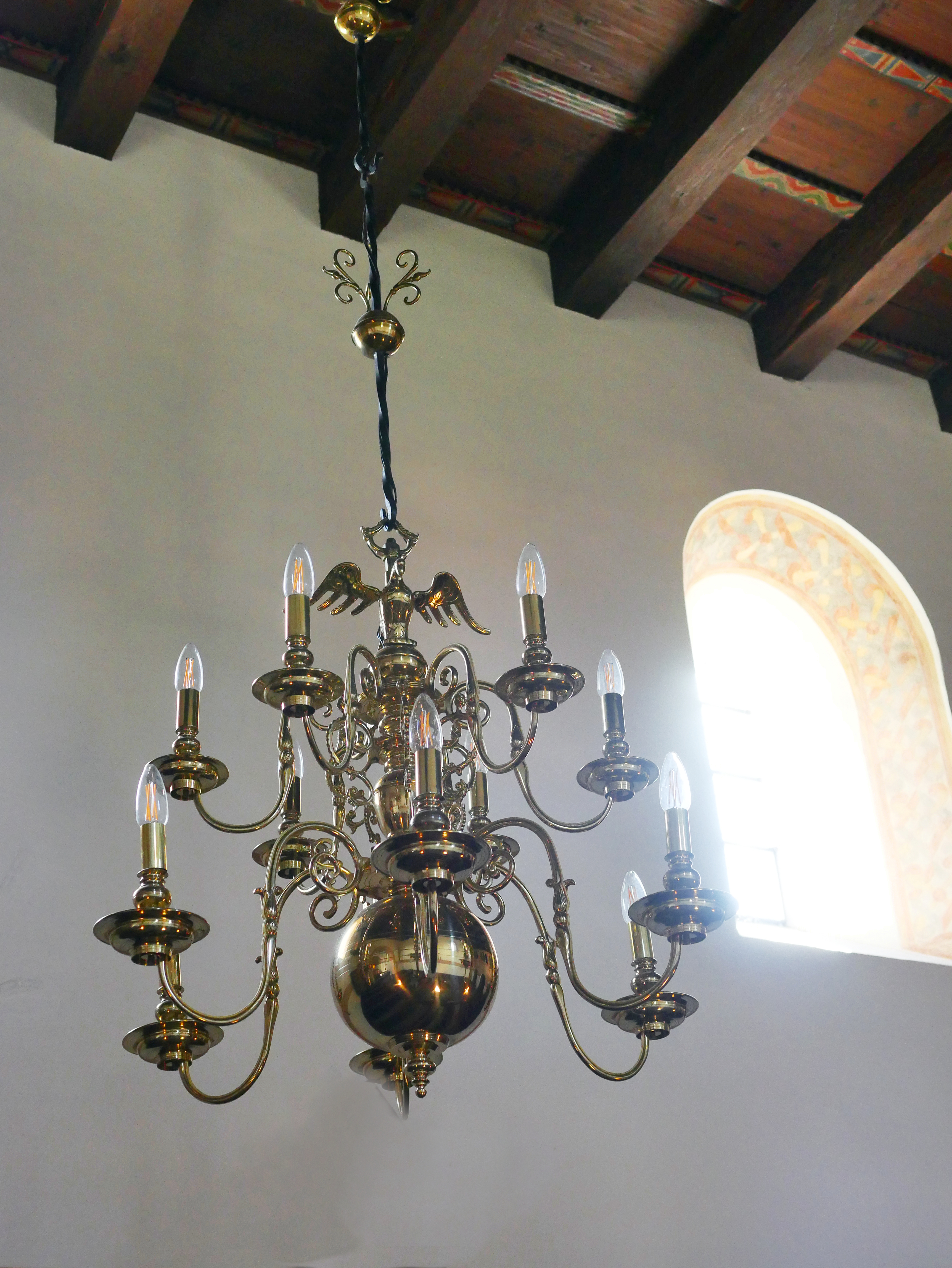
Leuchter
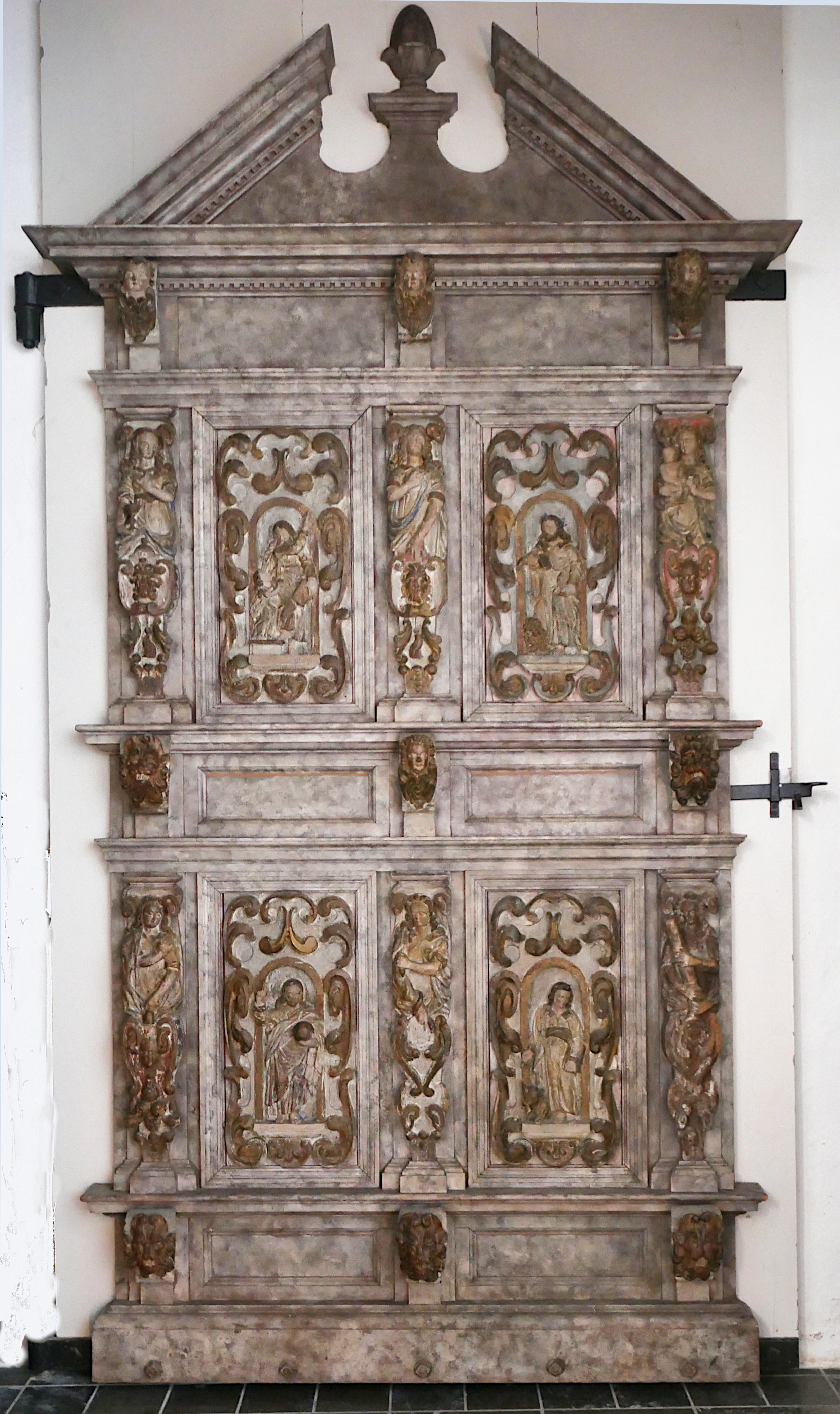
Tür mit Reliefs aus der Kanzel

## Sage
Um die Doppelturmanlage rankt sich eine Sage. Demnach hatten zwei Schwestern, Töchter von Esbern Snare, des älteren Sohnes von Asser Rig, den Kirchbau finanziert und stritten sich nun, welche von ihnen den Turm bauen lassen durfte. Schließlich einigten sie sich darauf, beide einen Turm zu bauen.